# Verde Prato

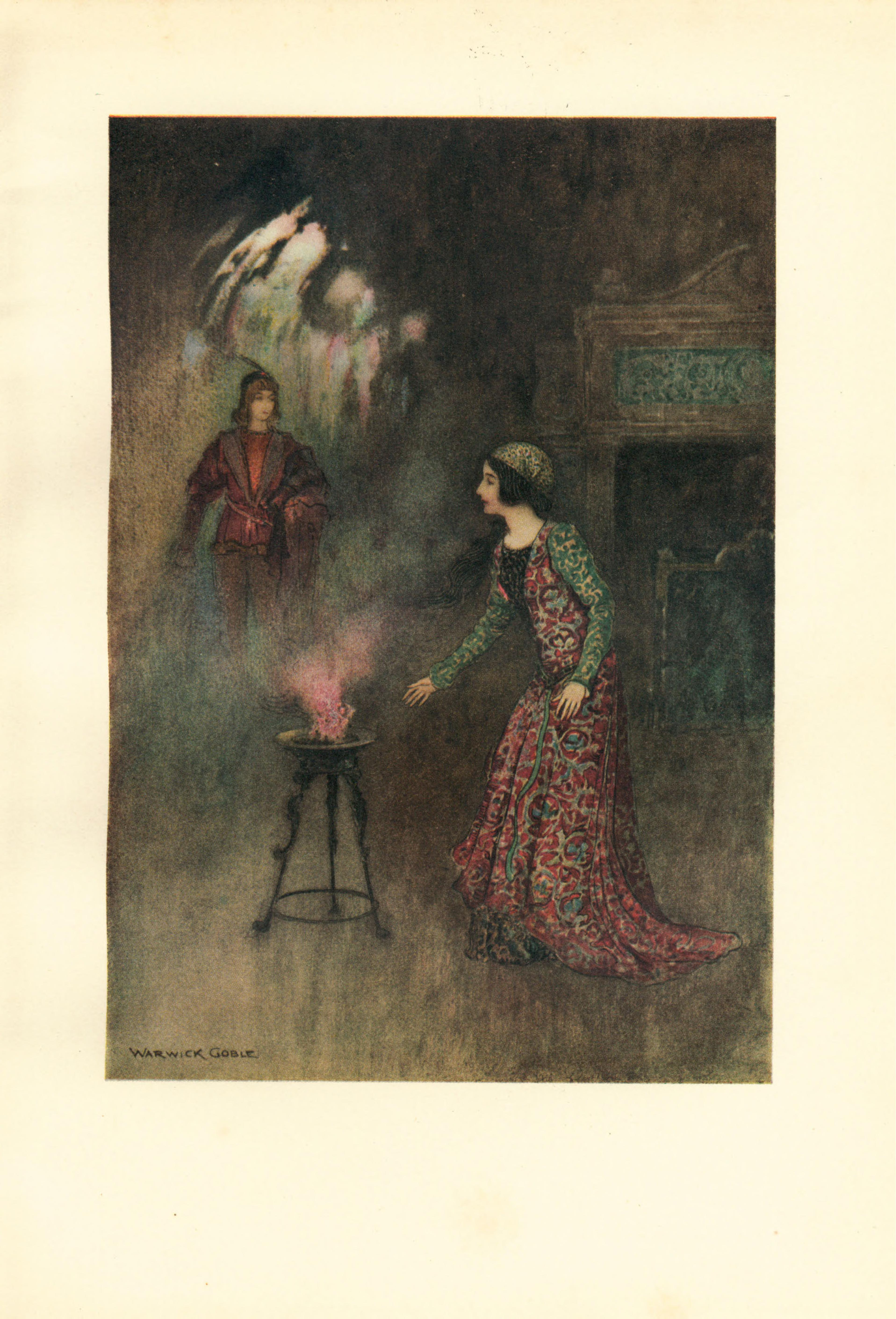
Illustration von Warwick Goble, 1911

Verde Prato (neapolitanisch, etwa „Grünwies“) ist ein Märchen (AaTh 432). Es steht in Giambattista Basiles Sammlung Pentameron als zweite Erzählung des zweiten Tages (II,2).

## Inhalt
Nellas geliebter Prinz besucht täglich ihr Bett durch einen Kristallgang. Den zerstören ihre neidischen Schwestern. Der Prinz zieht sich tödliche Wunden zu, und sein Vater setzt einen Preis auf seine Heilung. Verkleidet zieht Nella los und belauscht spät im Wald, wie der Oger seiner Frau anvertraut, dass nur das Fett ihrer Körper helfen wird. Sie bittet um Obdach und tötet die Oger. Dann heilt sie den Prinzen und darf ihn heiraten. Die Schwestern werden gerichtet.

## Bemerkungen
Der Titel „Verde Prato“ ist vielleicht des Prinzen Name. Er beweist zuletzt Treue, indem er sie erst heiratet, als er sie erkennt. Vgl. bei Basile II,5 Die Schlange, II,9 Der Riegel, V,4 Der goldene Stamm. Rudolf Schenda bemerkt, wie das zentrale Motiv dieses Erzähltyps, dass der Prinz in einen Vogel verwandelt wird, hier noch in seiner Rede angedeutet ist: „Jedesmal, wenn du mich wie einen Spatz mit deinem Liebreiz atzen willst, wirf etwas von diesem Pulver ins Feuer. Alsbald werde ich auf deinen Lockruf hin durch den Gang zu dir kommen, um auf einer Kristallstraße dem Genusse deines silbergleichen Gesichts entgegenzueilen.“ Seine Verwundung erinnert an Chrétiens Lancelot. Die neidischen Schwestern wurden vielleicht durch Apuleius’ Amor und Psyche in diesen Märchentyp eingeführt. Das Aushorchen des Teufels gibt es auch in IV,6 Die drei Kronen und IV,8 Die sieben Täublein (oder Grimms Märchen Nr. 29, 125, 165, ähnlicher Zaubergang in Nr. 133). Das Märchen erschien auf Deutsch 1790 als Der Blaue Vogel in Die blaue Bibliothek aller Nationen. Marie-Catherine d’Aulnoys L'oiseau bleu (1697) war anscheinend in Norditalien einflussreicher als Basiles ursprüngliche Fassung. Rudolf Schenda nennt in Pitrès Sicilia I, Nr. 38 Li palli magichi, in Pitrè/Schenda/Senns Märchen aus Sizilien Nr. 47 Das schöne Mädchen (Die Märchen der Weltliteratur, 1991), bei Gonzenbach Nr. 27 Vom grünen Vogel, bei Calvino Nr. 18 Il Principe Canarino und bei De Simone I Nr. 9 La scalinata di cristallo und Nr. 45 Il grappolo d'uva. Walter Scherf findet die Gespaltenheit der menschlichen Psyche hier drastisch geschildert, schlüssiger aber im griechischen Märchen Der Artik-Partik.